# Yearning
Yearning est un groupe de doom metal atmosphérique finlandais. Pendant sa carrière, le groupe compte cinq albums studio et une démo.

## Biographie
Le groupe est initialement formé en 1994 sous le nom Flegeton. La formation originale comprend Juhani Palomäki (guitare et chant) et Toni Kristian (batterie). Le groupe commence ses propres compositions puis recrute Tero Kalliomäki à la guitare. Peu après, Flegeton enregistre une démo quatre titres intitulée Through the Desolate Lands, qui ne sera que très peu distribuée.
En juillet 1995, Flegeton, aux côtés d'un nouveau bassiste, Mr. Woodland (aka Petri Salo), entre aux studios MDM pour enregistrer la démo The Temple of Sagal qui attire l'intérêt du label français Holy Records. 
En février 1996, le groupe entre aux Tico-Tico Studios pour enregistrer de nouvelles chansons. À cette période, ils se rebaptisent Yearning. Ils enregistrent aussi la chanson Autumn Funeral lors des sessions, qui est incluse dans la compilation The Holy Bible, publiée par Holy Records. Entre le 16 et le 29 septembre 1996, Yearning enregistre son premier album, With Tragedies Adorned, aux Tico-Tico Studios. L'album est produit par Ahti Kortelainen, et publié le 28 février 1997.
Le groupe entre encore en studio du 18 au 19 octobre 1997 pour enregistrer une reprise de la chanson Eternal de Paradise Lost, qui apparaîtra sur l'album dédié au groupe publié par Holy Records. Ils effectuent ensuite leur première tournée européenne entre décembre 1997 et janvier 1998 avec les groupes Nightfall et Sup. En août et septembre 1998, Yearning entre de nouveaux aux Tico-Tico Studios pour enregistrer un deuxième album, Plaintive Scenes, qui sera publié en février 1999. 1999 marque aussi le départ de trois membres, le guitariste Tero Kalliomäki, le bassiste Mr. Woodland, et la flutiste et chanteuse Lady Tiina Ahonen, pour divergences musicales. Après plusieurs combats, la formation de Yearning comprend désormais Juhani Palomäki au chant, à la guitare, à la basse, et aux claviers, et de Toni Kristian toujours aux percussions. La nouvelle formation entre aux Tico Tico Studios en mai 2000 pour son troisième album, Frore Meadow. Leur style musical s'oriente désormais vers le rock progressif, le metal gothique, et la musique classique. Frore Meadow est publié le 15 janvier 2001 chez Holy Records. Yearning doit aussi recrute des membres live : Matti S. à la guitare, Jani Loikas à la basse, et Jouni Jormanainen (Jouni Huttunen depuis 2007) aux claviers. En 2001, Yearning tourne aussi en France avec Gloomy Grim et Misanthrope.
Yearning ne joue plus activement jusqu'en 2002, mais compose de nouvelles chansons entretemps. Ils publieront alors leur quatrième album, Evershade. L'album est enregistré en juin 2003 auc Astia Studios avec Anssi Kippo comme coproducteur. Evershade est publié en fin septembre 2003. Yearning joue deux fois sur scène après la sortie de l'album, lors d'un concert à Helsinki, et un autre dans leur ville natale, à Riihimäki. Après la sortie de Evershade, le contrat avec Holy Records arrive à échéance, laissant Yearning sans label. Le groupe négocie alors avec plusieurs labels, dont Holy Records, mais sans résultat satisfaisant. À cette période, Yearning reste inactif, ne jouant sur scène qu'à très peu d'occasion – partiellement parce que Toni Kristian était en butte à des problèmes de drogue. Malgré les difficultés, le groupe réussit à enregistrer et à négocier un contrat. Finalement, Toni Kristian est remplacé par Aki Kuusinen, et un contrat pour un album est accepté par Holy Records. À ce stade, Yearning entre au D-studio, à Klaukkala en Finlande, avec l'ingénieur-son Olli Haaranen (aussi guitariste de Colosseum) pour enregistrer un cinquième album, Merging into Landscapes. Les enregistrements s'effectuent du 3 au 27 mars 2007. L'album est mixé par Jarno Hänninen et masterisé à l'Elektra Mastering. Il fait participer Tiina Sitomaniemi, qui chante sur Plaintive Scenes, et Tuukka Koskinen, de Saattue et Let Me Dream. Merging into Landscapes est publié le 1er juillet 2007.
Juhani Palomäki décède le 15 mai 2010. À partir de ce moment, le groupe décide de ne pas continuer l'aventure.

## Membres

### Derniers membres
- Juhani Palomäki - chant, guitare (1994–2010), basse, claviers (1999–2010)
- Aki Kuusinen - batterie, percussions (c.2005-2010)

### Anciens membres
- Toni Kristian - batterie, percussions (1994-c.2005)
- Tero Kalliomäki - guitare (1994–1999)
- Petri Salo (Mr. Woodland) - basse (1995–1999)
- Lady Tiina Ahonen - flute, chant féminin (c.1996-1999)

### Membres live
- Matti S. - guitare (2001–2010)
- Jani Loikas - basse (2001–2010)
- Jouni Jormanainen (Jouni Huttunen) - claviers (2001–2010)